# Sorex mirabilis
Sorex mirabilis е вид бозайник от семейство Земеровкови (Soricidae).

## Разпространение
Видът е разпространен в Китай, Русия и Северна Корея.